# Municipio de Benton (condado de Daviess)
El municipio de Benton (en inglés: Benton Township) es un municipio ubicado en el condado de Daviess en el estado estadounidense de Misuri. En el año 2010 tenía una población de 515 habitantes y una densidad poblacional de 4,71 personas por km².

## Geografía
El municipio de Benton se encuentra ubicado en las coordenadas 40°4′59″N 94°9′2″O / 40.08306, -94.15056. Según la Oficina del Censo de los Estados Unidos, el municipio tiene una superficie total de 109.34 km², de la cual 107,82 km² corresponden a tierra firme y (1,39 %) 1,52 km² es agua.

## Demografía
Según el censo de 2010, había 515 personas residiendo en el municipio de Benton. La densidad de población era de 4,71 hab./km². De los 515 habitantes, el municipio de Benton estaba compuesto por el 96,5 % blancos, el 1,55 % eran afroamericanos, el 0,97 % eran amerindios, el 0,19 % eran de otras razas y el 0,78 % eran de una mezcla de razas. Del total de la población el 2,72 % eran hispanos o latinos de cualquier raza.